# Moritz Laßmann
Moritz Laßmann (* 10. Dezember 1987 in Weinheim an der Bergstraße) ist ein deutscher Komponist.

## Leben
Moritz Laßmann studierte Komposition bei Claus Kühnl am Hoch’schen Konservatorium in Frankfurt am Main. Anschließend führte er sein Studium in der Kompositionsklasse von Markus Hechtle und Wolfgang Rihm an der Hochschule für Musik in Karlsruhe fort.
Seit Oktober 2021 ist er Lehrbeauftragter für Instrumentation und Notationstechniken an der Hochschule für Musik Karlsruhe.
In seinen Kompositionen für Orchester, Kammermusikbesetzungen und Filme zeigen sich sowohl traditionelle als auch moderne Einflüsse. Er arbeitet mit eigenen Systemen zur Erzeugung von neuen Tonvorräten und harmonischen Zusammenhängen.

## Werke (Auswahl)

### Orchesterwerke(mit und ohne Soli)
- Konzert für Saxophon(e) und Kammerorchester (2021); UA: 25. September 2021/Karlsruhe, Saxophone: Regina Reiter, Junge Philharmonie Karlsruhe, Jasper Lecon[2][3]
- Traumgesicht (2021) – für großes Orchester; UA: 3. September 2021/Biberach an der Riß, Studentisches Orchester Baden-Württemberg, Jonathan Föll[4][5]
- Passacaglia (2016) – für Orchester; UA: 19. Februar 2016/Fulda, Beethoven Orchester Hessen, Damian Ibn Salem[6]
- Groteske (2015) –  für Altsaxophon und Orchester; UA: 22. November 2015/Homburg an der Saar, Altsaxophon: Guy Goethals, Homburger Sinfonieorchester, Jonathan Kaell[7]
- Tod eines Sterns (2013) – Konzert für Bassposaune und Orchester; UA: 25. Mai 2013/Frankfurt am Main, Bassposaune: Gergö Nagy, Philharmonischer Verein Frankfurt, Armin Rothermel[8]
- Tango (2010) – für Klavier und Orchester; UA: 23. Oktober 2010/Dietzenbach, Klavier: David Kozakiewicz, Kreisjugendorchester Offenbach, Gabriele Wegner[9]

### Ensemblewerke
- Im Bann (2024) – (Markus Hechtle und Wolfgang Rihm gewidmet) für Ensemble; UA. 15. September 2024/Edenkoben, Internationale Ensemble Modern Akademie, Raimonda Skabeikaite[10][11]
- Du bist mein (2020) – (nach einer Motette von Johann Christoph Bach) für Streichseptett; UA: 7. Dezember 2020/Karlsruhe, Ensemble für Neue Musik der HfM Karlsruhe, Mindaugas Piečaitis
- Brise (2020) – für großes Ensemble; UA: 7. Dezember 2020/Karlsruhe, Ensemble für Neue Musik der HfM Karlsruhe, Mindaugas Piečaitis
- Mimikry (2020) – für großes Ensemble; UA: 7. Dezember 2020/Karlsruhe, Ensemble für Neue Musik der HfM Karlsruhe, Mindaugas Piečaitis
- ‘Hope‘ Is The Thing With Feathers (2020) – (nach einem Gedicht von Emily Dickinson) für Sopran und zwölf Celli; UA: 13. Juni 2021/Ludwigsburg, Elena Müller und das Celloensemble der Jugendmusikschule Ludwigsburg, Regine Friederich[12]
- Kleines Getriebe (2019) – für kleines Ensemble; UA: 25. Oktober 2019/Karlsruhe, Ensemble TEMA
- Getriebe (2018) – für Ensemble; UA: 13. Juni 2018/Karlsruhe, Internationale Ensemble Modern Akademie, Lautaro Mura Fuentealba[13]
- Orbs (2016) – drei Bilder für Ensemble; UA: 10. Juni 2016/Karlsruhe, Badische Staatskapelle, Ulrich Wagner[14]
- Dunkle Farben (2013/15) – für Ensemble; UA: 20. Januar 2016/Karlsruhe, Ensemble für Neue Musik der HfM Karlsruhe, Tobias Drewelius
- Howl (2013) – (Melodram nach einem Gedicht von Allen Ginsberg) für Sprecher und Ensemble; UA: 7. Dezember 2020/Karlsruhe, Fabian Grimm, Ensemble für Neue Musik der HfM Karlsruhe, Haosi Howard Chen
- In die Ferne (2011) – Hommage à Giacinto Scelsi für 11 Instrumentalisten; UA: 7. Oktober 2011/Frankfurt am Main, Ensemble des Dr. Hoch’s Konservatorium, Claus Kühnl

### Kammermusik
- ... und so fort ... (2023) – für zwei Bassklarinetten; UA: 7. Juni 2024/Wien, Duo Stump-Linshalm (Teil der Gemeinschaftskomposition Nexus, bestehend aus 20 Miniaturen)[15]
- Pareidolia (2022) – für Saxophonquartett; UA: 29. November 2023/Luxemburg, Quatuor de Saxophones de Luxembourg[16]
- Pareidolie (2021) – für Bläserquintett; UA: 9. Oktober 2021/Berlin, Pacific Quintet[17][18]
- Mimikry (2020) – für Sopransaxophon und Klavier; UA: 23. Oktober 2020/Karlsruhe, Ensemble TEMA[19]
- Verwandlung (2018) – für Instrument(e) und Continuo; UA: 18. Januar 2018/Karlsruhe, Nora Raber und Jakob Raab[20][21]
- Trinität (2016) – für Barockensemble; UA: 25. Juni 2016/Ochsenfurt, Barockensemble più mosso[22]
- Medium (2013) – für Violine und Flügel; UA: 31. Oktober 2013/Frankfurt am Main, Martin Rothe und Karen Tanaka[23]
- Mutationes (2012) – für Baritonsaxophon und Akkordeon; UA: 23. März 2012/Frankfurt am Main, Markus Hoßner und Mirjana Petercol[24]
- Interview mit Bach (2011) – für Altflöte und Bassklarinette; UA: 18. März 2011/Frankfurt am Main, Polina Blüthgen und Markus Hoßner

### Solowerke
- Engramm (2025) – für Orgel solo (Hommage à Michael Nyman)
- Glut (2025) – für Violine solo; UA: 14. April 2025/Karlsruhe, Laurent Albrecht Breuninger[25]
- Mutations (2012/20) – für Akkordeon solo; UA: 14. September 2024/Köln, Nepomuk Golding
- Verwandlung (2018) – für Orgel solo; UA: 3. Juli 2020/Leichlingen, Carsten Ehret[26]
- Epigramme (2017) – für Viola oder Violoncello solo; UA: 8. Juni 2017/Karlsruhe, Christina Strîmbeanu
- Toccata (2016) – für Cembalo oder Klavier solo; UA: 22. Oktober 2016/Karlsruhe, Kristian Nyquist[27]
- Miniaturen (2015) – für Fagott oder Bassklarinette solo; UA: 28. Mai 2015/Karlsruhe, Kylie Nesbit (ISMN 979-0-2034-3513-6 (Suche im DNB-Portal)[28][29])
- Sostenuto (2014) – (Doris Prochnau in memoriam) für Violoncello oder Viola solo; UA: 9. Mai 2014/Frankfurt am Main, Cornelius Hummel[30]
- Threnos (2012) – für Viola oder Violoncello solo; UA: 28. September 2012/Frankfurt am Main, Axel Gliesche

### Vokalensemble
- Du bist mein (2020) – (nach einer Motette von Johann Christoph Bach) für Vokalensemble; der Schola Heidelberg gewidmet[31]; UA: 19. Oktober 2023/Timișoara, AuditivVokal Dresden, Olaf Katzer[32]

### Lieder
- Die Fliege (2024) – für Stimme und Klavier (nach einem Gedicht von Robert Stripling); UA: 1. März 2025/Tübingen, Julian Dominique Clement und Sebastian Fuß[33]
- Hölderlin-Zyklus (2024) – für Stimme und Klavier (sechs Lieder nach Gedichten von Friedrich Hölderlin); UA: 1. März 2025/Tübingen, Julian Dominique Clement und Sebastian Fuß[34]
- Moritat (2022) – für Stimme und Klavier (nach einer Ballade von Georg Britting); UA: 21. Januar 2022/Karlsruhe, LiangLiang Zhao und Zihao Lin
- Stille (2021) – für Stimme und Klavier (nach dem Gedicht „Meeresstille“ von Johann Wolfgang von Goethe); 10. Februar 2021/Karlsruhe, Louise Lotte Edler und Zihao Lin
- Das Angenehme dieser Welt... (2020) – für Stimme und Klavier (nach einem Gedicht von Friedrich Hölderlin); 7. Dezember 2020/Karlsruhe, Louise Lotte Edler und Matteo Weber

### Zupforchester
- Spot (2023) – für Mandolinenorchester (Auftrag des Mandolinenorchesters Ettlingen)
- Walzer (2023) – für Zupforchester (Auftrag des Landeszupforchesters NRW); UA: 10. Mai 2024/Wirges, LandesZupfOrchester NRW „fidium concentus“, Christian Wernicke

### Musik zu Filmen
- Mortimer und die verschwundenen Dinge (2022) – ein Kurz-Spielfilm von Robert Scheffner; UA: 7. März 2022/Animation Dingle, Irland[35][36]

- Trimbelten (2013) – ein Kurzfilm von Sebastian Kühn; UA: 2. Februar 2013/Jaipur International Film Festival, Indien[37][38][39]
- The Moment (2012) – ein Kurzfilm von Marc Schiemann
- Beute (2010) – ein Musikfilm von Korbinian Vogel
- Cornell und der Toaster (2010) – ein Kurzfilm von Robert Scheffner[40]

## Veröffentlichungen
- Hölderlin-Zyklus (2024) – für Stimme und Klavier; Friedrich Hofmeister Musikverlag, FH3601 (ISMN 979-0-203-43601-0 (Suche im DNB-Portal))
- Pareidolie (2021) – für Bläserquintett; Friedrich Hofmeister Musikverlag, FH3635 (ISMN 979-0-203-43635-5 (Suche im DNB-Portal))[41]
- Pareidolia (2022) – für Saxophonquartett; Friedrich Hofmeister Musikverlag, FH3636 (ISMN 979-0-203-43636-2 (Suche im DNB-Portal))[42]
- Walzer (2023) – für Zupforchester; Joachim-Trekel-Musikverlag, R 9652 (ISMN 979-0-016-15126-1)[43]
- Spot (2023) – für Streichorchester; edition 49 Bühnen und Musikverlag GmbH (Artikelnummer: e49-23021-10)[44]
- Spot (2023) – für Zupforchester; edition 49 Bühnen und Musikverlag GmbH (Artikelnummer: e49-23020-10)[45]
- Miniaturen (2015) – für Fagott solo; Friedrich Hofmeister Musikverlag, FH3529 (ISMN 979-0-2034-3529-7 (Suche im DNB-Portal))[46]
- Miniaturen (2015) – für Bassklarinette solo; Friedrich Hofmeister Musikverlag, FH3513 (ISMN 979-0-2034-3513-6 (Suche im DNB-Portal))[47]
- À Chloris (2017) – (Bearbeitung nach Reynaldo Hahn) für Solo und Akkordeon-Orchester; Jetelina Musikverlag (Artikelnummer: 73 000 110)[48]
- Romanze (2010) – für Violoncello und Akkordeon-Orchester; Jetelina Musikverlag (Artikelnummer: 73 000 100)[49]

## Auszeichnungen und Stipendien (Auswahl)
- 2024: Aufenthaltsstipendium im Herrenhaus Edenkoben[50]
- 2023: Nominierung für den BEST MUSIC COMPOSER AWARD bei den Independent Days Filmfestspielen in Karlsruhe[51]
- 2022: Nominierung für den 'Crystal Pine Award' beim Internationalen Sound- und Filmmusikfestival in der Kategorie BEST ORIGINAL SCORE (Short)[52]
- 2021: „Ton und Erklärung“ – Auftragskomposition (2021) des Kulturkreises der deutschen Wirtschaft im BDI[17]
- 2020: 1. Preis beim Hölderlin-Kompositionswettbewerb der Literarischen Gesellschaft Karlsruhe[53]
- 2015: 1. Preis beim  vierten internationalen Kompositionswettbewerb des Bowling Green State University New Music Ensembles in Ohio.[54]
- 2015: 3. sowie Publikumspreis beim vierten internationalen Kompositionswettbewerb der Stadt Homburg/Saar.[55]